# فیریبو (مینه‌سوتا)
فیریبو  (به انگلیسی: Faribault) شهری در شهرستان رایس ایالت مینه‌سوتا در کشور ایالات متحده آمریکا است که جمعیت آن در سرشماری سال ۲۰۱۰ میلادی، ۲۳۳۵۲ نفر بوده‌است.